# جان دبلیو. استیونسن
جان دبلیو. استیونسن (به انگلیسی: John White Stevenson) سناتور سابق عضو حزب دموکرات ایالات متحده آمریکا بود. او در سال ۱۸۷۱ تا ۱۸۷۷ میلادی سناتور ایالت کنتاکی در سنای ایالات متحده آمریکا بود.